# Внутри страны
«Внутри страны» (араб. قبلا‎, латинская транслитерация Gabbla) — алжиро-французский фильм режиссёра Тарика Такийа. Премьера состоялась 4 сентября 2008 года на Венецианском кинофестивале.
Фильм получил приз ФИПРЕССИ на Венецианском кинофестивале 2008 года.

## Сюжет
Фильм повествует о топографе Малеке, которого посылают в неспокойный регион Уарсени на юго-западе Алжира для проведения геодезических работ. Встретив чернокожую нелегальную иммигрантку, потерявшую своих попутчиков, он решает помочь ей выбраться из Алжира.
Единственным желанием режиссёра, по его собственным словам, было попытка набросать послевоенный пейзаж Алжира, восстанавливающегося после войны с исламистами. Он пытается показать пути выхода из тяжёлой ситуации, судьбы людей, пересечения их сегодняшних проблем с другими, подчас более древними.